# Rudolf Tröger
Rudolf Tröger, född 23 april 1905 i Leipzig, död 18 juni 1940 i Frankrike, var en tysk jurist och SS-officer. Han var Obersturmbannführer och medarbetare inom Gestapo.

## Biografi

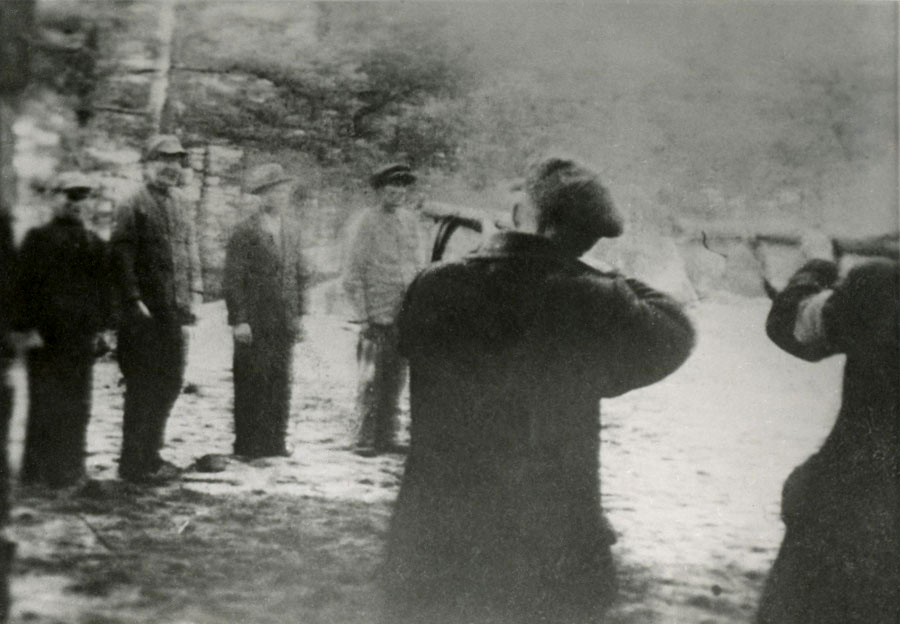
Massarkebusering i Darżlubska-skogen 1939.

Rudolf Tröger studerade rättsvetenskap vid Leipzigs universitet och disputerade där på avhandlingen Organisation der Arbeit und Weltarbeitsrecht. Han inträdde i SS 1933 och blev senare medlem av SD. 1933 utnämndes han till polischef i Leipzig.
Andra världskriget utbröt den 1 september 1939 och kort därefter blev Tröger chef för Gestapo i Danzig. Från september till november 1939 ledde han Einsatzkommando 16, som deltog i massmordet på den polska intelligentian. Einsatzkommando 16, som bestod av personal från Gestapo, SD, Kripo samt Orpo, förövade flera massarkebuseringar i Darżlubska-skogen i närheten av byn Piaśnica, belägen i dåvarande Reichsgau Danzig-Westpreußen. Mellan 10 000 och 12 000 polska präster, lärare, läkare, officerare och journalister mördades i Darżlubska.
Einsatzkommando 16 upplöstes i slutet av november 1939 och Tröger utsågs då till inspektör för Sipo och SD i Danzig-Westpreußen. I början av 1940 verkade Tröger som Gestapo-chef i Chemnitz och var ansvarig för den nazistiska terrorn i västra Sachsen. Under slaget om Frankrike var han löjtnant i ett infanteriregemente. Han stupade vid ett försök att bryta igenom Maginotlinjen.